# 이수 (작가)
이수(亦舒, 1946년 9월 25일 ∼ )는 홍콩의 저명한 여성 작가이다. 본명은 니이수(倪亦舒)고 소설가 니쾅(倪匡)의 동생이기도 하다.

## 생애
중국 상하이(上海)에서 태어나 5세 즈음에 가족과 함께 홍콩으로 이주했다. 고등학교 졸업 후 신문사와 잡지사의 기자와 편집자로 지내다가, 1973년에는 영국 맨체스터에서 호텔조리경영학을 전공했다. 3년 뒤 홍콩으로 돌아와 호텔 홍보부에 근무하게 된 것을 시작으로 차후 홍콩 정부의 홍보관과 PD 등으로 지내기도 했다. 홍콩에서 출판된 책만도 200여 종에 이를 정도로 다작의 작가로, 현재는 캐나다에 거주하면서 작품 활동을 하고 있다.
이수는 십대에 이미 창작 활동을 시작했으며, 첫 소설집 ≪달콤한 잠꼬대≫(1963)를 출간한 이후, 수많은 장·단편소설과 수필을 발표했다. 그중 그녀의 적지 않은 작품이 영화나 드라마로 제작되었고, 독자들에게 막강한 영향을 끼쳤다. 실제로 이수는 작품 활동 초기부터 상당한 반향을 불러일으켰으며, 무협 장르 작가인 진융(金庸), SF 장르 작가인 니쾅과 더불어 홍콩 문단의 3대 기적으로 일컬어지기도 했다.
이수의 소설은 ‘애정 소설’이 주를 이루며, 작품에 1970년대 홍콩의 경제성장 및 사회 변화를 적극적으로 반영해 젊은 여성 독자들의 전폭적인 지지를 얻었다. 특히 기존의 애정 소설의 한계를 뛰어넘어 백마 탄 왕자와 사랑에 빠지는 낭만적이고 감정적인 여성 대신, 고전적인 여성의 틀을 깨고 스스로의 인생을 개척하는 새로운 여성상을 제시하고, 사실적이고 생동감 넘치는 필치로 그녀들에게 생명력을 불어넣었다.
하지만 그녀의 소설에 대한 대중의 사랑과 문단의 평가가 일치하지만은 않았다. 단시간에 많은 작품을 써내는 대중작가의 특성상 그녀의 작품은 깊이나 완성도에 대해 지적을 받거나, 통속성에 그 작품성이 가려지기도 했다.
이수의 대표작이기도 한 ≪시바오 이야기≫는 홍콩 시사 주간지 ≪야저우(亞洲)주간≫이 선정한 ‘20세기 100대 중문 소설’에서 91번째 작품으로 선정되었고, 그녀의 작품은 30년이 지난 지금도 홍콩과 중국을 비롯한 중화권에서 수많은 독자를 보유하고 있다. 또한 더 많은 사람들과 소통하고자 하는 그녀의 노력은 소설과 수필, 시나리오를 넘나드는 끊임없는 작품 활동을 통해 계속되고 있다.